# Narbo Via
Le musée Narbo Via est situé à Narbonne, dans le département de l'Aude et de la région Occitanie. Il a ouvert le 19 mai 2021. Le bâtiment, conçu par l'agence Foster + Partners, abrite les collections archéologiques romaines narbonnaises particulièrement riches. Il dépend de l'EPCC Narbo Via, établissement public de coopération culturelle, qui gère également le musée-site d'Amphoralis à Sallèles-d'Aude et les galeries souterraines de l'Horreum de Narbonne.

## Histoire du projet
La collection du musée est en partie issue du fonds romain du musée archéologique de Narbonne[réf. souhaitée].
La décision de créer un musée romain à Narbonne est prise en 2010 sous l’impulsion de l’ancienne région Languedoc-Roussillon et son président Georges Frêche, ainsi que la Commission archéologique de Narbonne. Lors d’un concours d’architecture lancé par la Région Occitanie, l’agence Foster + Partners est choisie pour la conception du bâtiment. La pierre inaugurale est posée le 10 novembre 2015. Le 1er février 2020, l’EPCC Narbo Via est créé afin de gérer le futur musée. En janvier 2018, le musée est rebaptisé Narbo Via, des deux termes latins du nom de la ville de Narbonne et de la Via Domitia. Le 31 mars 2021, le premier pied de vigne est symboliquement planté par la présidente du Conseil régional d’Occitanie, Carole Delga, afin d’inaugurer le jardin expérimental viticole du musée Narbo Via.
Après plus de cinq années de chantier de construction et d’étude des collections archéologiques, le musée ouvre au public le 19 mai 2021 avec l’appellation « musée de France » attribuée par le ministère de la Culture.
Le vaste chantier des collections a permis de rassembler environ 2000 œuvres archéologiques au sein du musée. Les réserves du musée Narbo Via stockent également les principales collections archéologiques de l’ancienne cité romaine.
Le budget total du projet est de 49,2 M€, porté par la région Occitanie, avec l'aide de l'Union européenne pour 6 M€ et de l'État français pour 2 M€.

## Description du musée
Le musée est implanté à l’entrée Est de Narbonne, à proximité du théâtre du Grand Narbonne, du Parc des sports et de l'amitié et en bordure du Canal de la Robine.
Le bâtiment s’étend sur 97 m de long, 85 m de large et 8 m de haut, soit une surface de 8 000 m2 dont 2 700 m2 consacrés à l’exposition permanente et 500 m2 dédiés à l’exposition temporaire. Le mur lapidaire coupe l’espace dédié aux publics des espaces professionnels dont des espaces de réserves et d’étude des collections. Le musée est positionné au centre d’un espace de jardins d’environ 3 hectares, dont un jardin expérimental viticole.
Le musée bénéficie d’une prestigieuse signature architecture. Il a été conçu par l’Agence Foster + Partners, fondée par l’architecte contemporain Norman Foster. L’agence britannique s’est associée au studio Adrien Gardère pour la muséographie et à l’architecte nîmois Jean Capia pour le pilotage des opérations.
L’architecture du musée rappelle les grands principes constructifs romains. La structure du bâtiment, positionnée sur un podium, possède des murs créés à partir de la technique du béton structurel stratifié, dont les couches successives de teintes ocre font écho au béton romain ainsi qu’au concept de stratigraphie largement utilisé en archéologie. Les dispositions des différentes salles d’exposition, déployées autour d’un atrium central, évoquent également l’architecture des luxuriantes demeures romaines. Il s’agit d’un trait d’union architecture entre Antiquité et modernité.

## Expositions

### Parcours permanent

#### La borne de Domitius Ahenobarbus
Positionnée au-devant du parcours permanent du musée, la borne milliaire de Cnaeus Domitius Ahenobarbus inaugure l’Histoire de la cité romaine de Narbo Martius tout en constituant un jalon important de l’Histoire de la Gaule et de la France. La borne marquait l’itinéraire de la Via Domitia à 20 000 pas romains au sud de Narbonne, et reliait l’Espagne à l’Italie par la Gaule. L’inscription mentionne le nom de Cnaeus Domitius Ahenobarbus, le général triomphateur du sud de la Gaule à la suite de sa campagne contre les tribus celtes entre 125 et 122 av. J.-C. Ce dernier fit ensuite reconstruire l’ancienne Voie héracléenne à partir de 118 av. J.-C., qui prit son nom : Domitia. Aujourd’hui, la borne accueille les visiteurs : elle est en quelque sorte la pierre inaugurale de Narbonne romaine et de son musée, Narbo Via.

#### Le mur lapidaire
Le mur lapidaire traverse le bâtiment de part en part : il en est l’épine dorsale du musée et sa principale œuvre. Il s’agit du trait d’union du musée séparant les espaces publics et des espaces professionnels, en tant que réserve et monument d’exposition.
Mesurant 76 m de long sur 10 m de haut, cette galerie, unique au monde, composée d’un double rack métallique de type industriel, est équipée entre ses deux rangés d’un transstockeur (engin de levage) permettant le déplacement facile de chacun des 760 blocs lapidaires romains qu’elle stocke et présente.

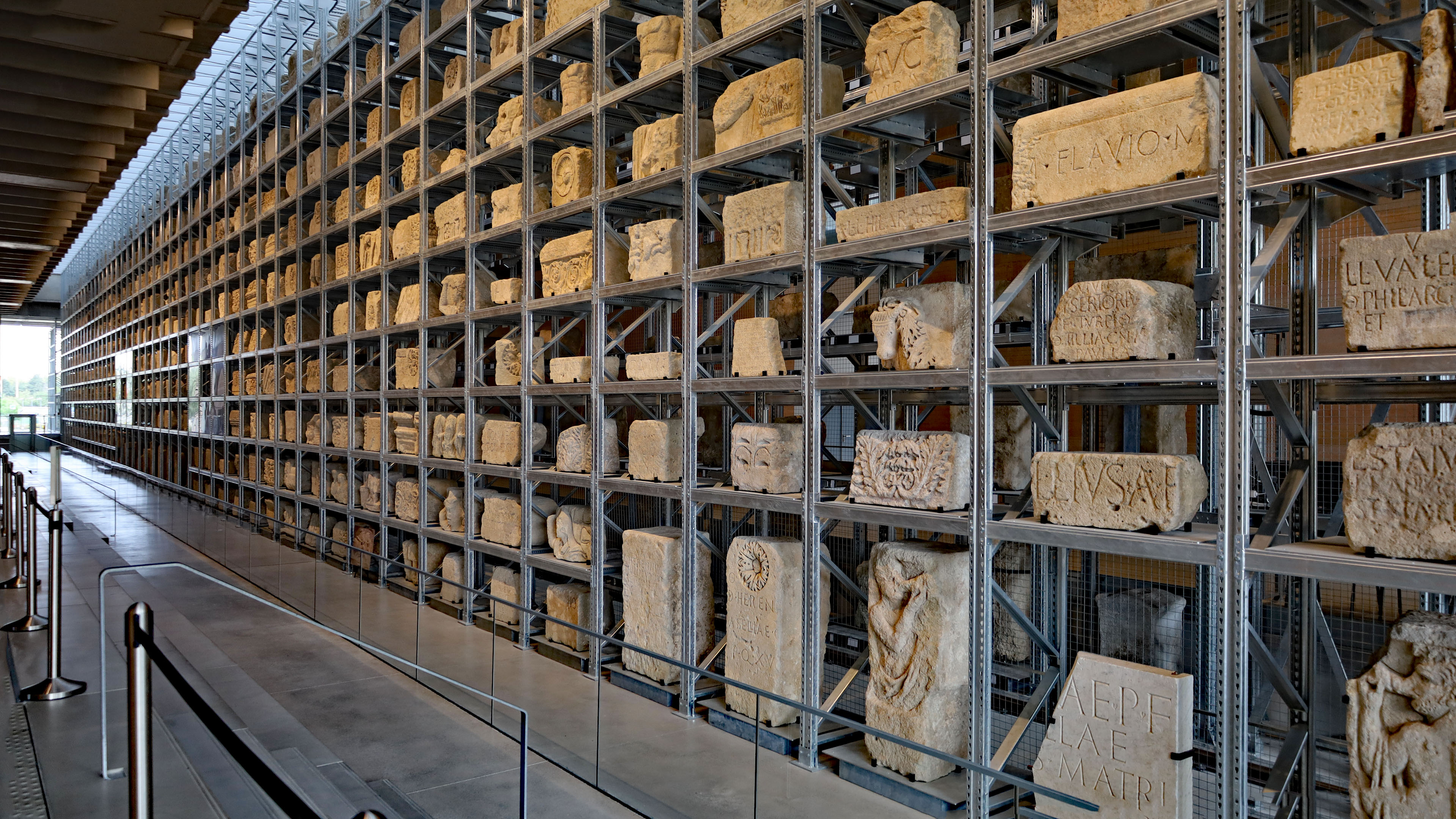
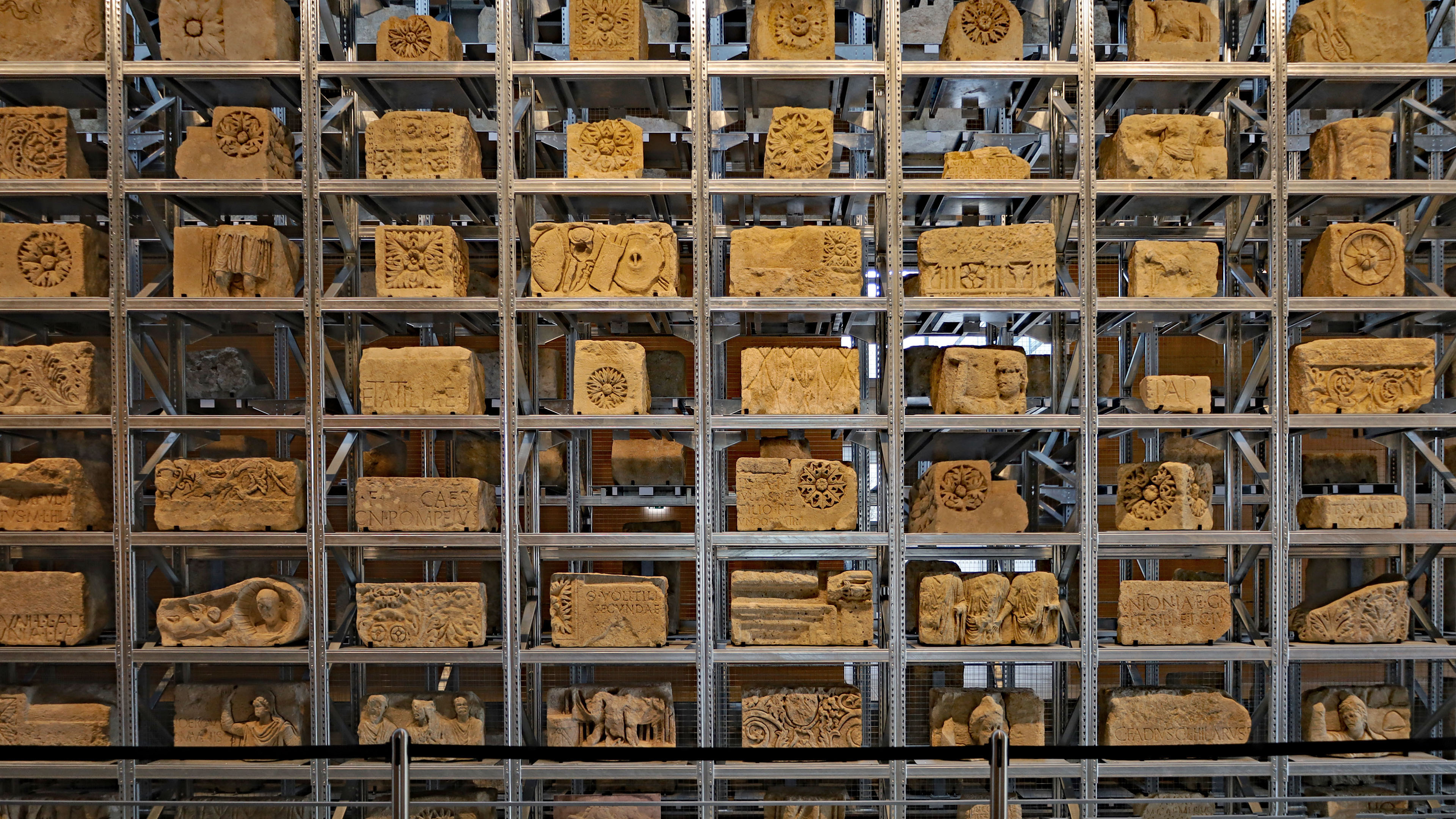

Ces blocs sont ce qui reste des fragments architecturaux de bâtiments romains, et plus particulièrement de mausolées funéraires. La plupart ont ensuite été, à la Renaissance, et sur ordre du roi de France, François Ier (1494-1547), remployés et insérés autour des portes associées au rempart de la ville. À la suite de la démolition du rempart entre 1868 et 1884, la collection lapidaire est rassemblée dans l’ancienne église Notre-Dame de Lamourguier, superposée en rangées successives rappelant la forme générale des remparts. Les blocs sont aujourd’hui présentés au sein du mur lapidaire : une galerie monumentale qui, par sa ressemblance architecturale avec les remparts modernes, évoque l’héritage antique de Narbonne depuis maintenant plus de 2000 ans.

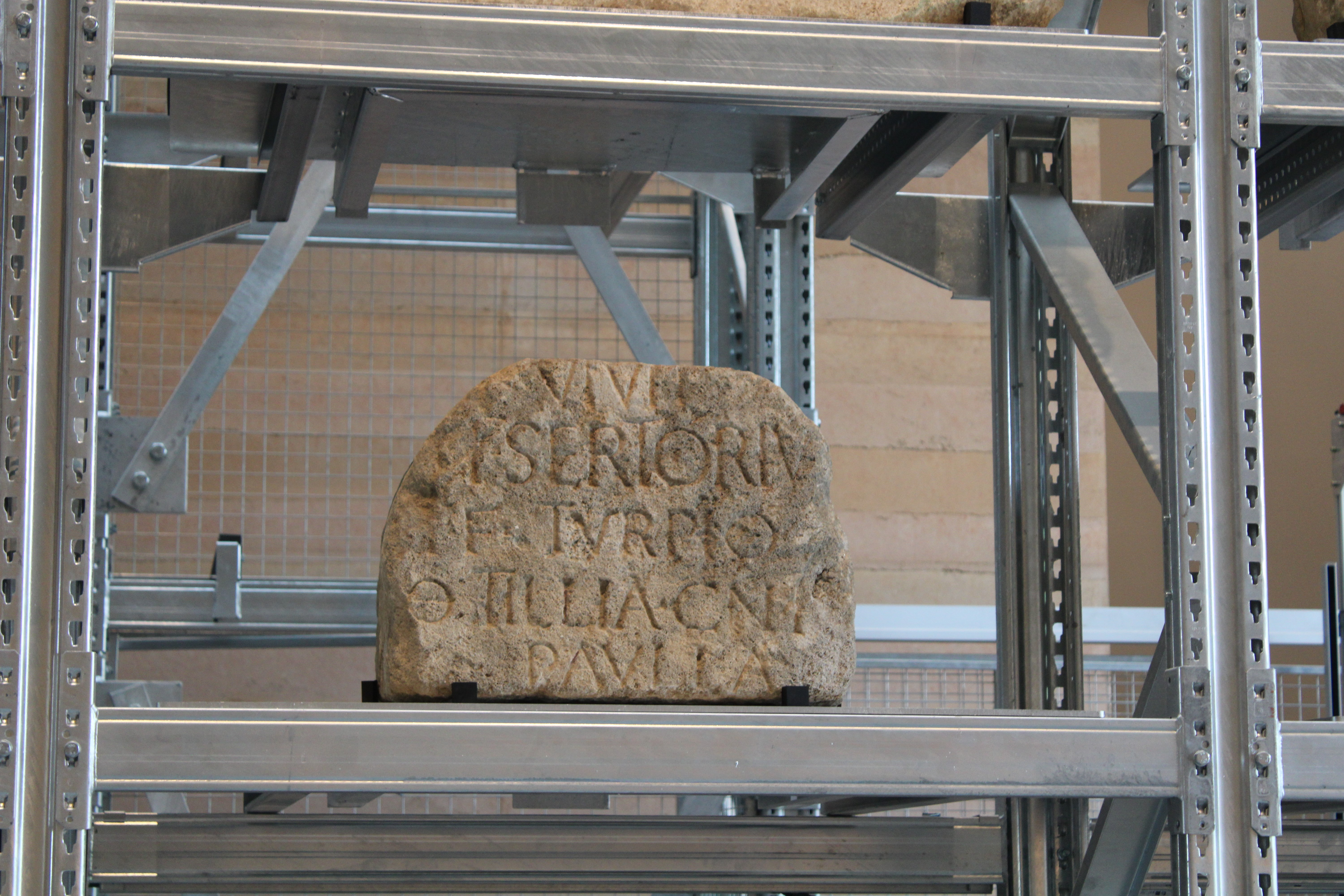
Bloc en calcaire portant une inscription funéraire romaine
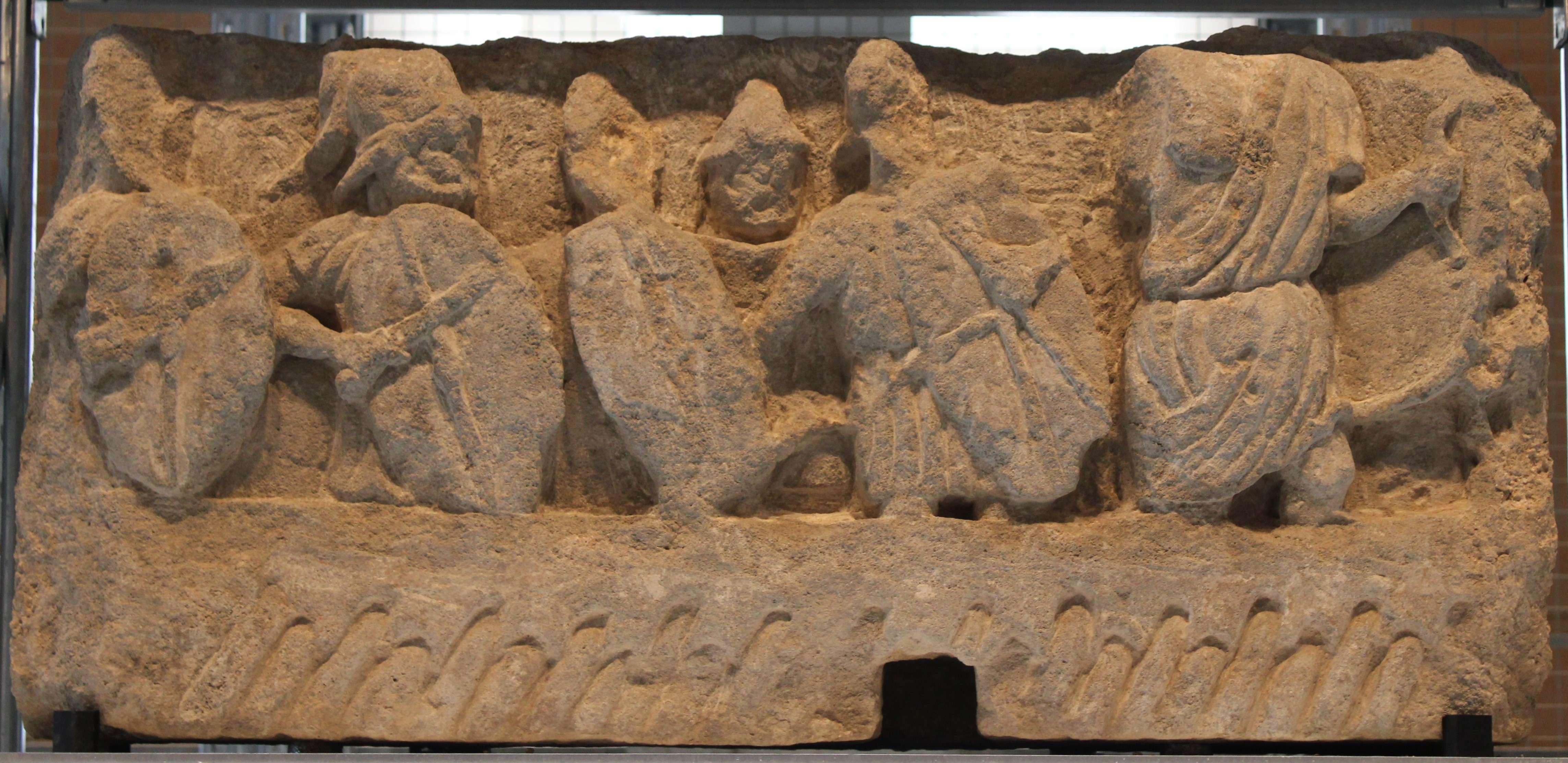
Bas-relief présentant une frise de soldats sur un navire.
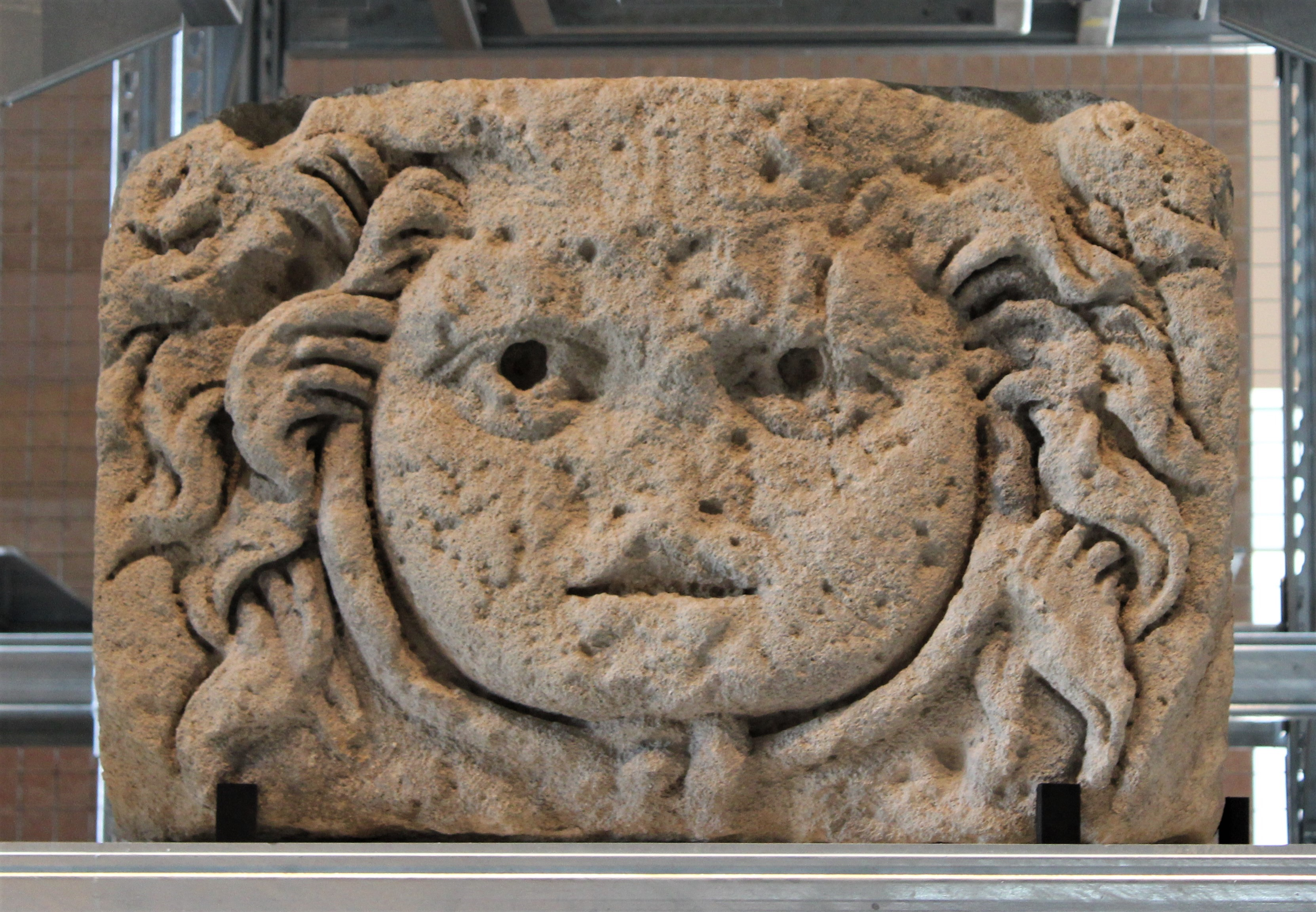
Bloc à décor de tête de Gorgone.

#### Les débuts d'une cité romaine
Narbo Martius est la première colonie romaine hors d’Italie. Fondée en 118 av. J.-C., la cité est située en Gaule, à la jonction de l’Aude, de la Via Domitia et de la voie d’Aquitaine. La cité englobe l’oppidum celte de Montlaurès dont le nom antique, Naro, donna son nom à la cité romaine. Au contact des Celtes, des Ibères et des Grecs de Marseille, ce prolongement de Rome en terre gauloise, se développe au gré des vicissitudes de l’Histoire (guerre des Gaules, guerre civile romaine) jusqu’à devenir la capitale de la nouvelle province romaine de la Gaule narbonnaise en 27 av. J.-C. à l’initiative de l’empereur Auguste.

#### Le centre urbain et ses monuments
Narbo Martius est une cité typiquement "italienne". Son centre est composé d’un urbanisme à la romaine fait d’un réseau de rues perpendiculaires, et concentre les principaux bâtiments publics romains dont aucun n’a survécu jusqu’à aujourd’hui : forum, temples, amphithéâtre, thermes. Ces bâtiments font la part belle à l’ordre architectural corinthien particulièrement en vogue au Haut-Empire. Narbonne était dominée par le temple du Capitole, construit sous le règne d’Auguste en marbre de Carrare, dédié aux dieux Jupiter, Minerve et Junon. Le temple, du haut de ses 36 m [réf. souhaitée], était le plus grand de la Gaule romaine. Il a par la suite été démantelé : ses fragments de marbre retrouvés à partir de la fin du XIXe sous l’actuel collège Victor Hugo, témoignent de ce chef-d’œuvre architectural monumental.

#### Société
Les inscriptions funéraires de Narbonne fournissent de précieux témoignages sur ce qu’était la société locale à l’époque antique. Narbonne est ainsi administrée par une classe sociale constituée de riches familles de notables. La plèbe ainsi que les classes inférieures sont également mentionnés aux travers les épitaphes de Narbonne. La vie des habitants de Narbo Martius, les Narbonnenses, était rythmée par la tenue récurrente de rites (culte impérial, offrandes aux dieux, funérailles) et de spectacles (théâtre, combats de gladiateurs, course de chars).

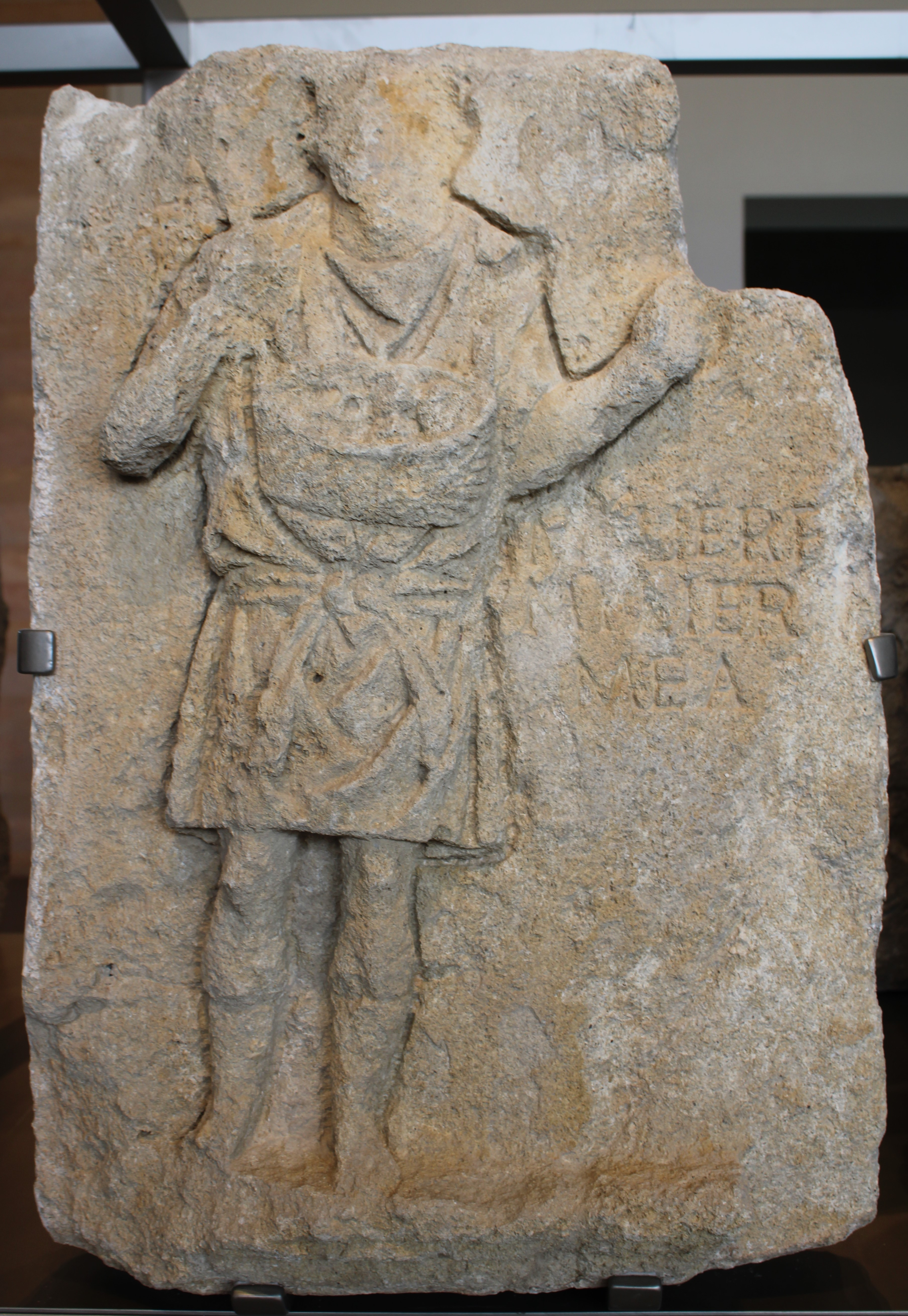
Bas-relief représentant un marchand de pommes
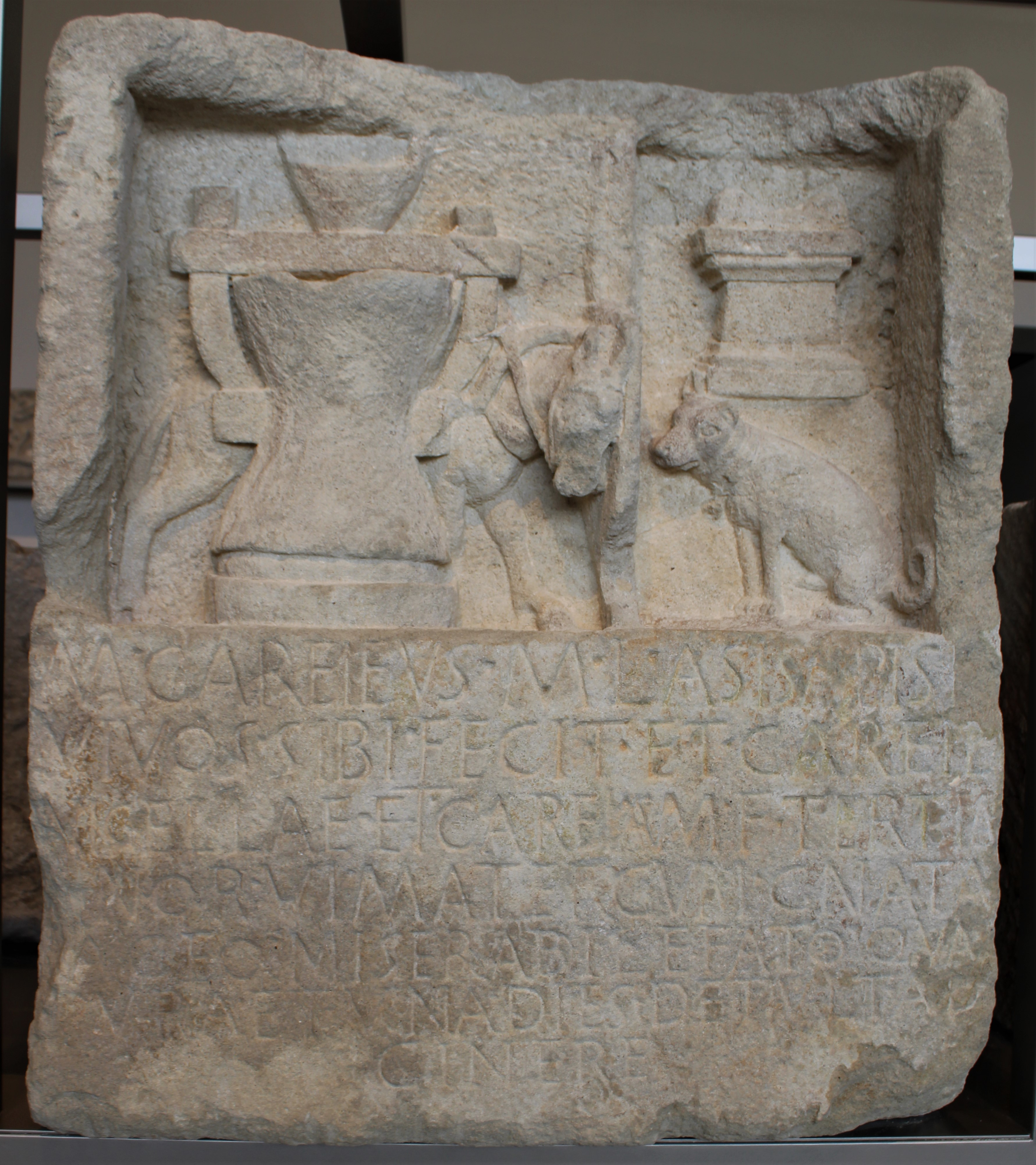
Stèle funéraire d'un boulanger représentant un mulet actionnant une meule à grain
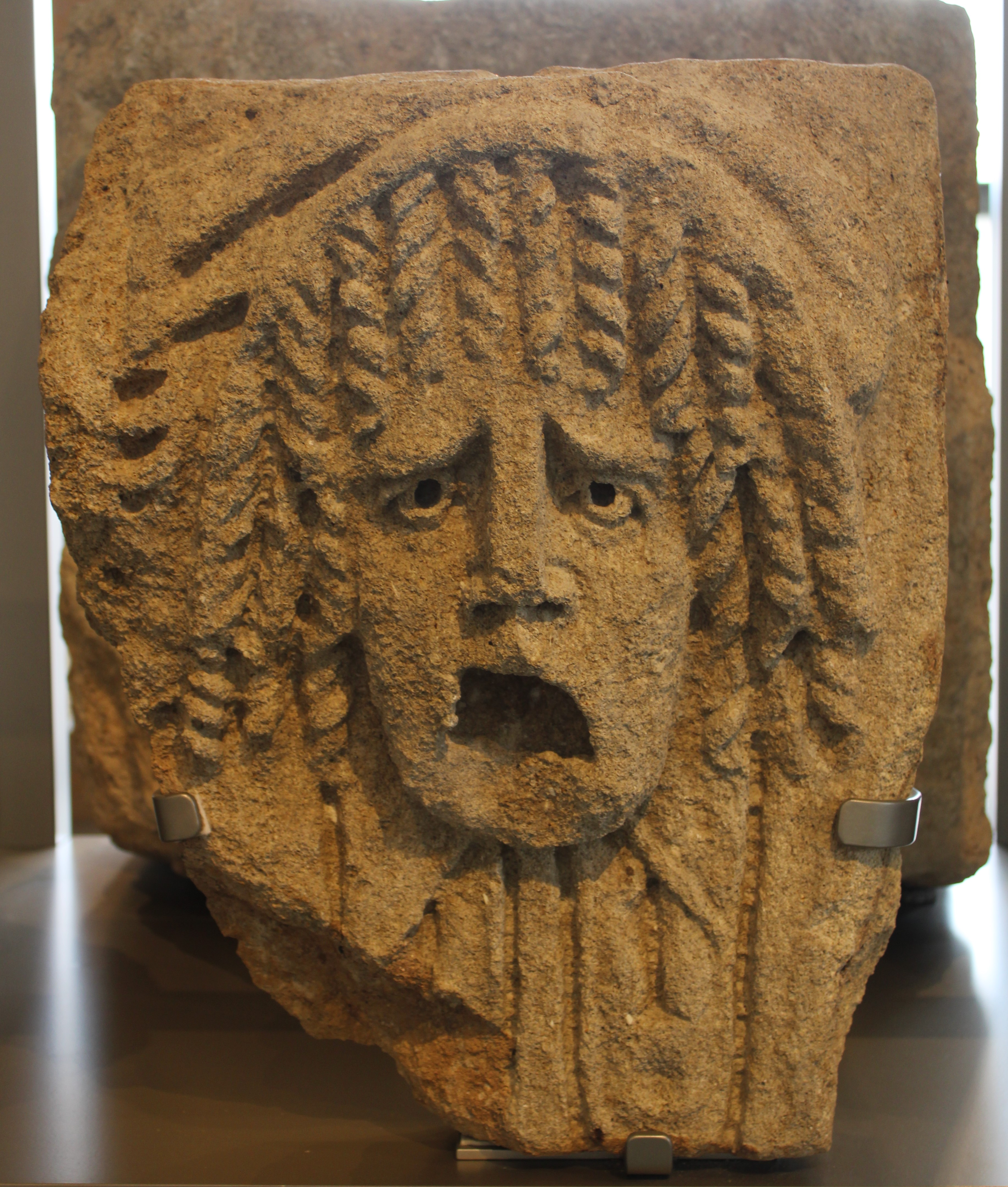
Bloc présentant un masque de théâtre tragique

#### Les demeures romaines de Narbo Martius
Narbonne antique concentrait en son sein de nombreuses maisons urbaines romaines appelées domus. Les fouilles du Clos de la Lombarde, débutées en 1973 pendant près de 30 ans, ont permis de mettre au jour un véritable îlot de quelques demeures, entouré de quatre rues : la petite Pompéi française ». Les archéologues y ont découvert de nombreux éléments de décor : des mosaïques, des sculptures et surtout les plus importantes collections de peintures romaines en Gaule. La scénographie de cette séquence dédiée à ces domus reprend leur disposition générale, débutant par un atrium, puis une cour autour de laquelle se trouvent les différentes pièces privées. De nombreux petits mobiliers domestiques (laraire, vaisselle, parure, élément d’ameublement, instrument de soin) sont présentés, témoignant de la vie quotidienne des habitants de ces quartiers typiquement romains.

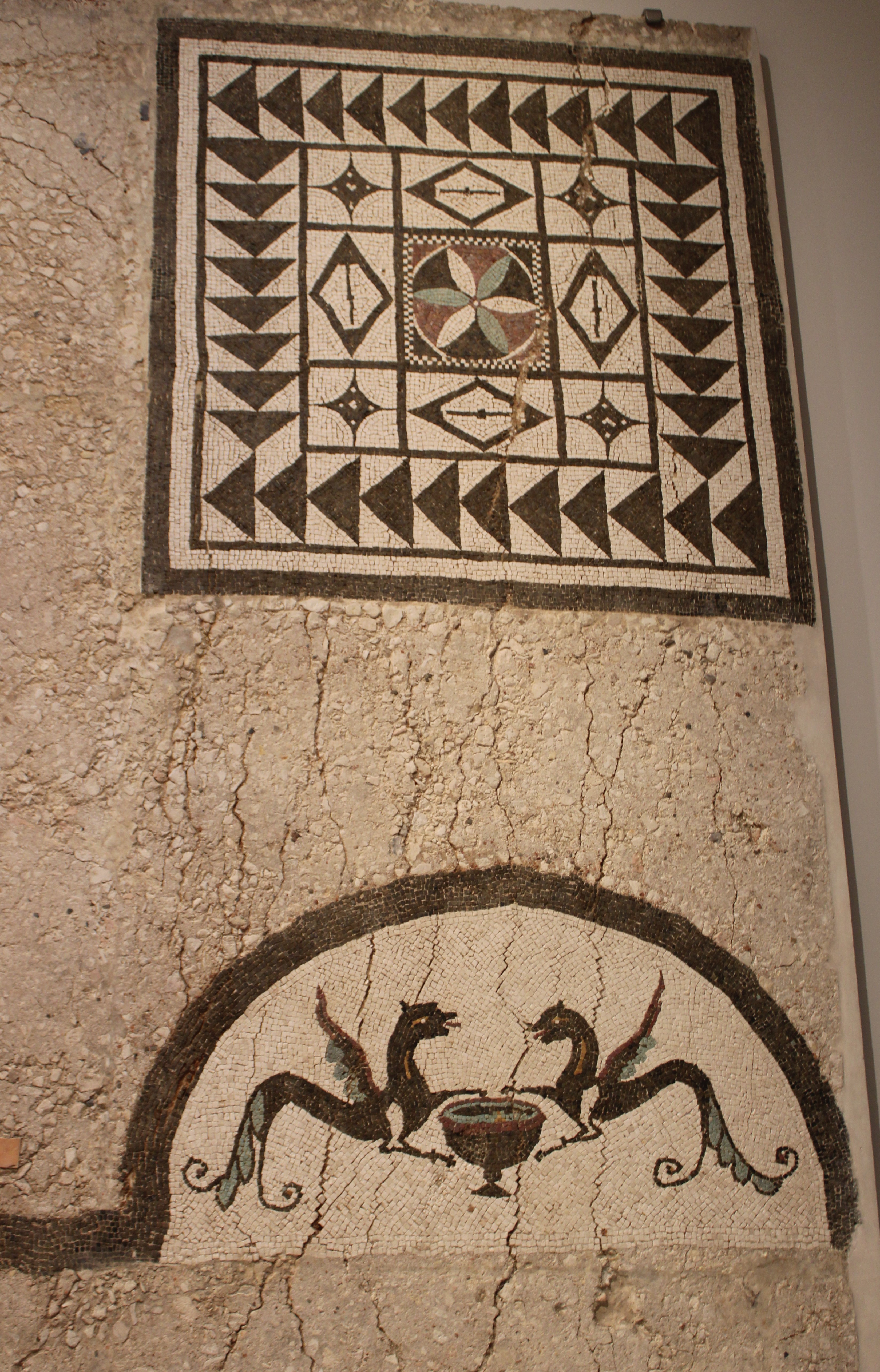
Mosaïque de la Médiathèque représentant des griffons sur le bas (Ier s. av. J.-C.)
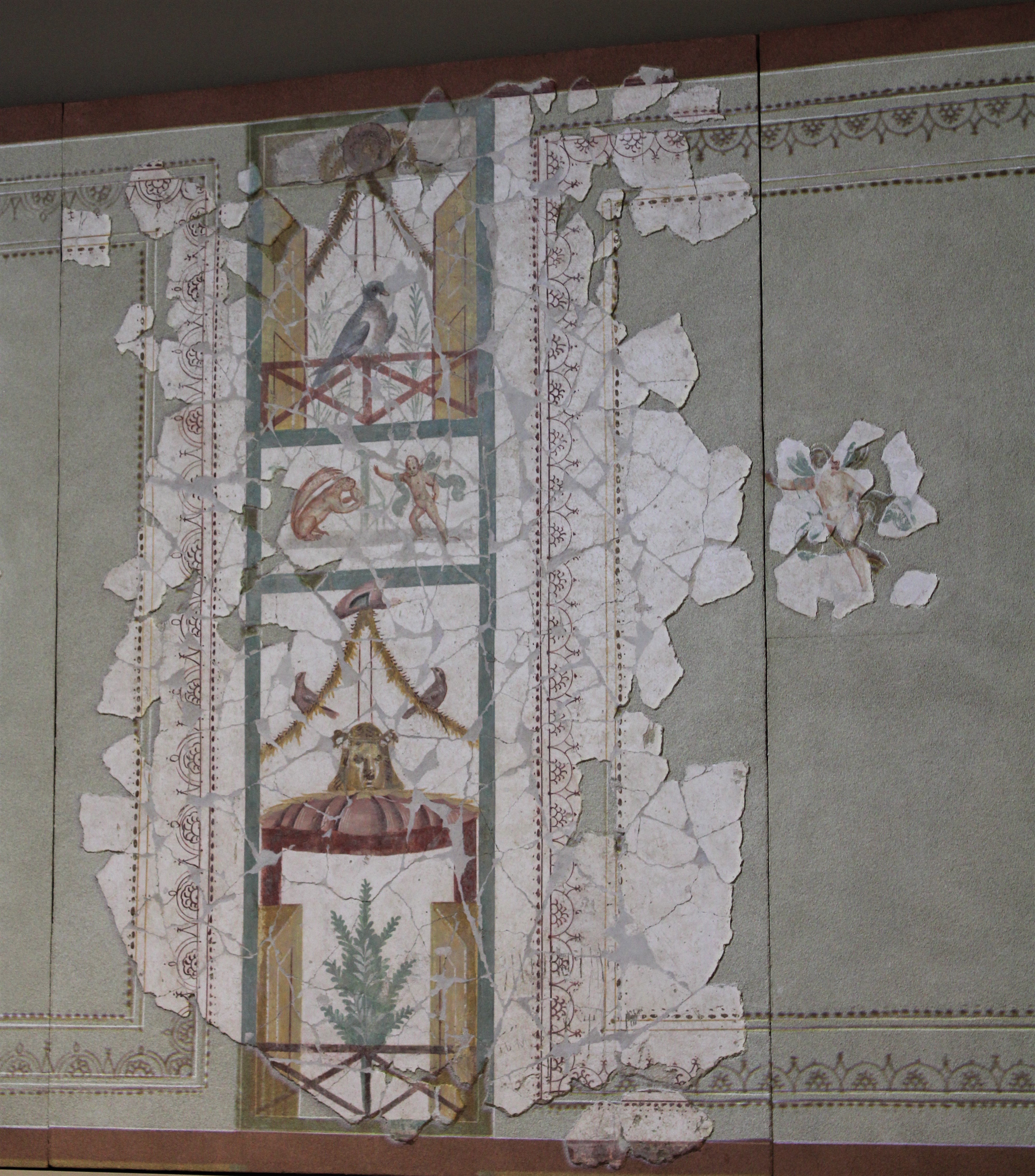
Décor mural de la pièce D de la Maison à Portiques du Clos de la Lombarde
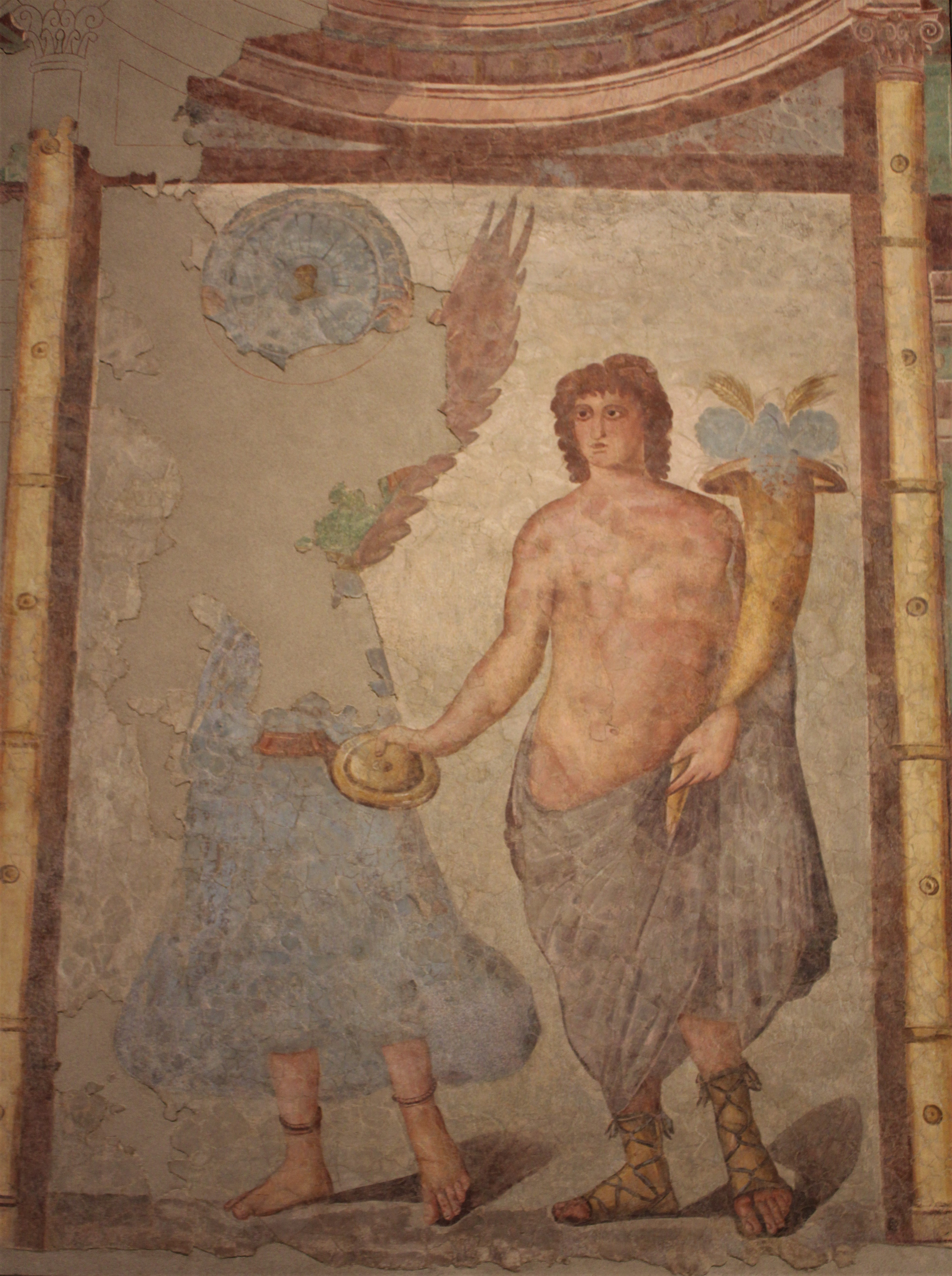
Peinture au Génie du triclinium de la Maison à Portiques du Clos de la Lombarde
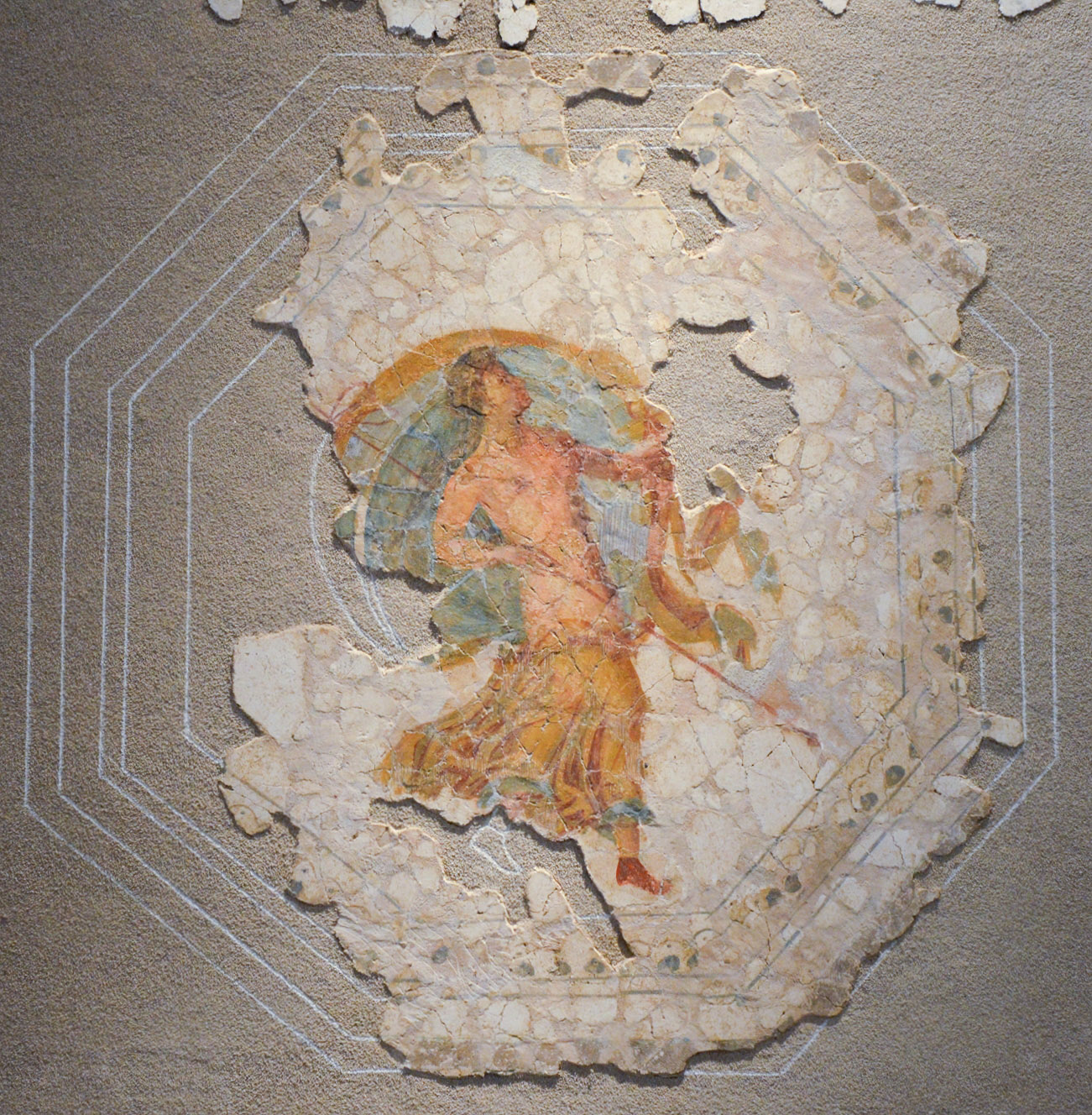
Peinture de plafond de la pièce H de la Maison à Portiques du Clos de la Lombarde présentant une ménade

#### L'un des plus grands ports de l'Occident romain
Narbonne antique constituait l’un des principaux ports du monde romain. À l’époque républicaine, elle constituait la principale entrée en Gaule des navires chargés de marchandises italiennes. Au Haut-Empire, Narbonne devient une véritable plaque tournante des marchandises en Méditerranée occidentale. Les saumures et l’huile de Bétique, le vin de Chios, le verre du Levant, la céramique sud-gauloise, et bien d’autres, transitaient sur ses quais portuaires. Le système portuaire de la cité était complexe, constitué d’avant-ports positionnés sur les rivages de l’étang de Bage-Sigean, reliés par un bras de l’Aude à un espace portuaire urbain. Les ports fourmillaient de nombreux métiers liés à l’activité portuaire et maritime.

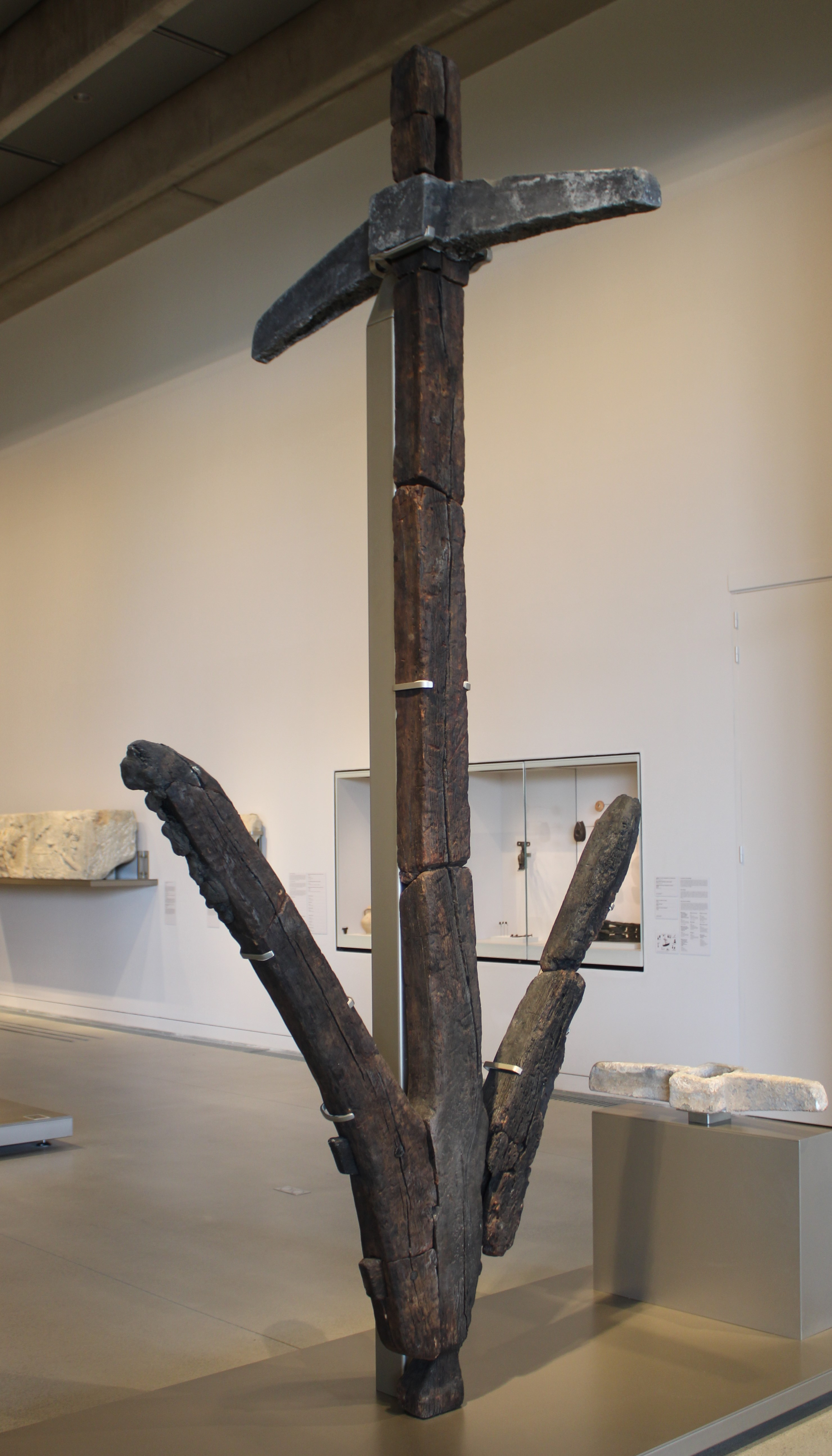
Ancre marine de la Nautique
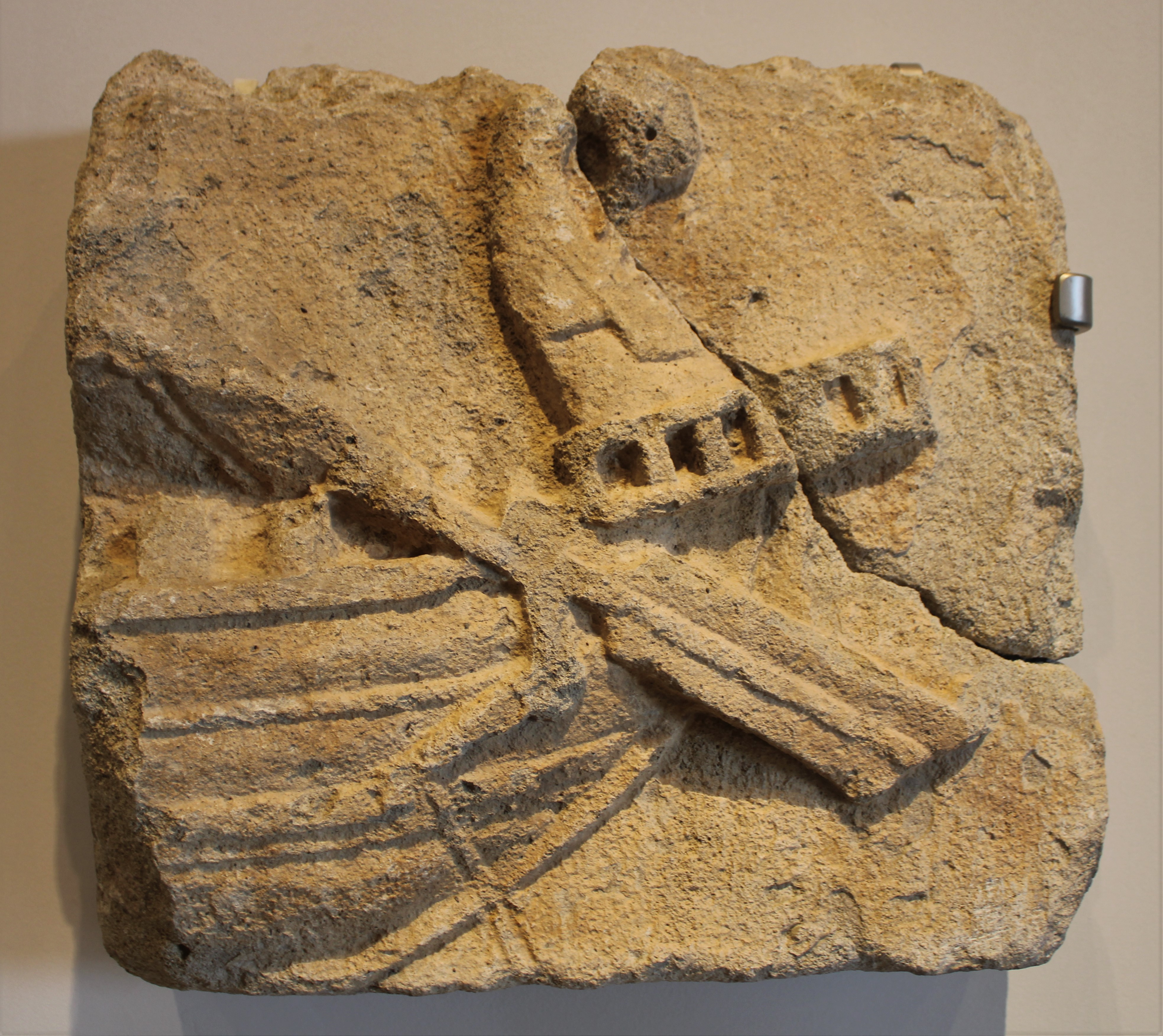
Bas-relief représentant une poupe de navire
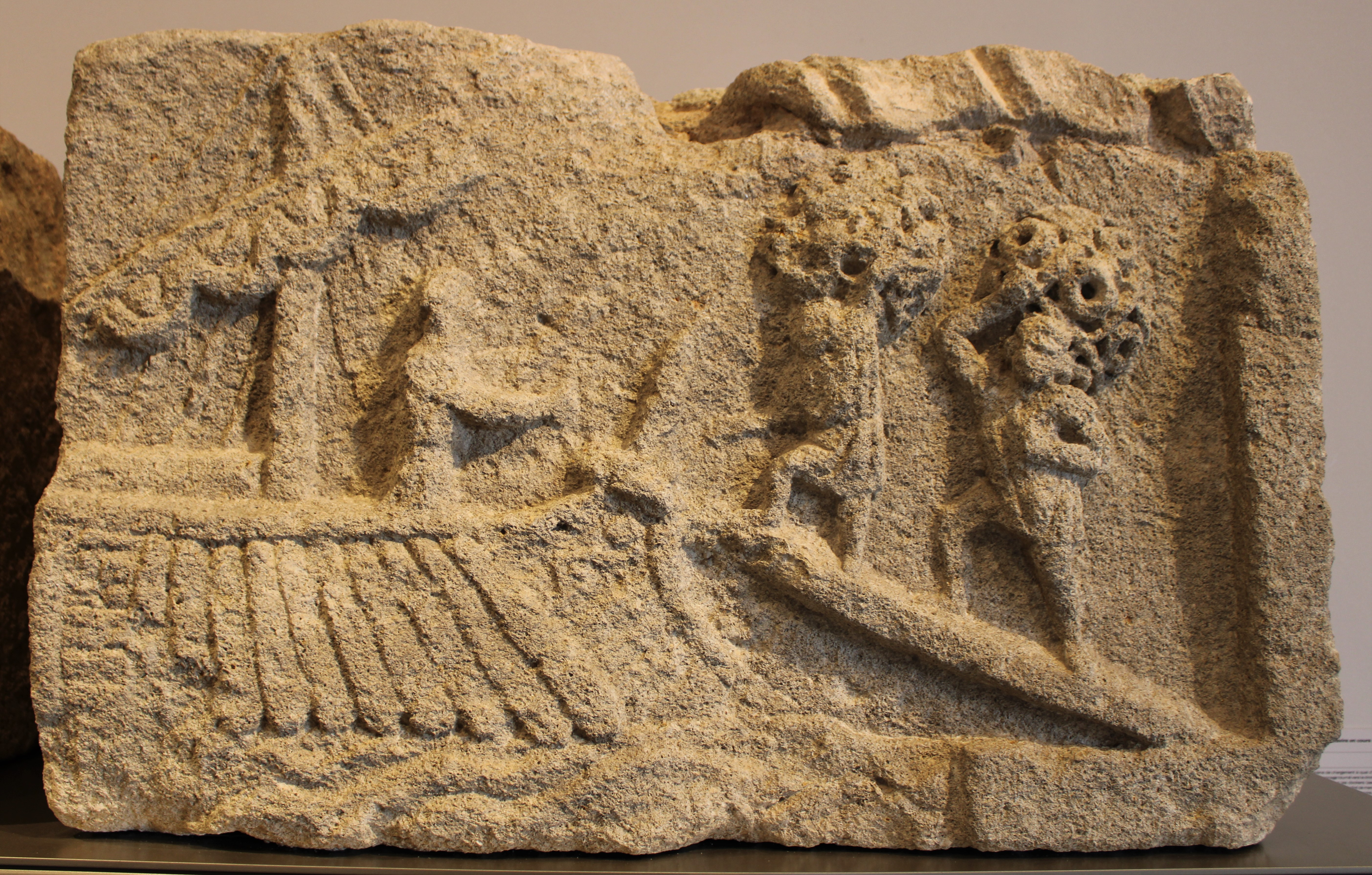
Bas-relief représentant un navire de commerce en cours de chargement
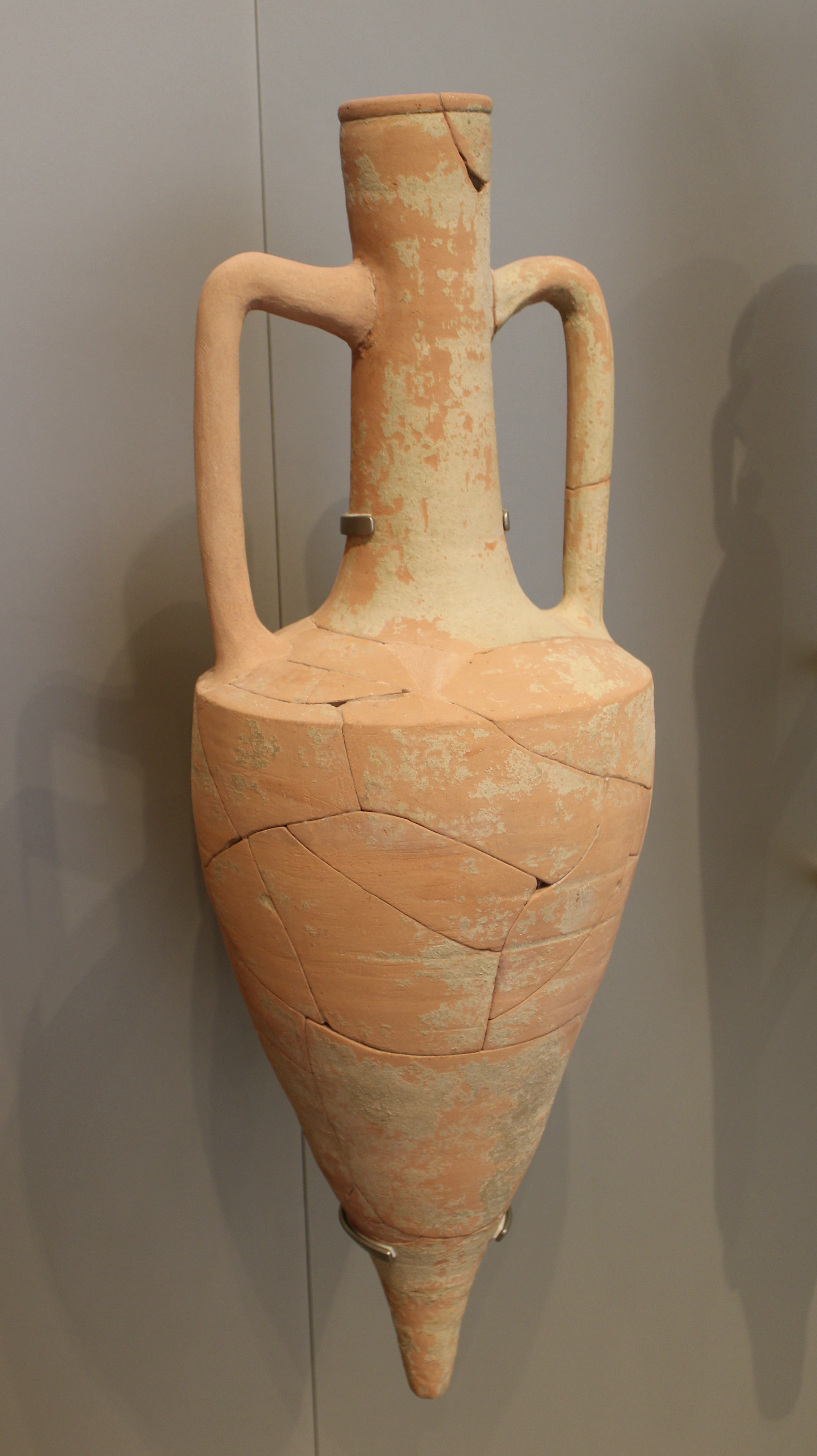
Amphore à vin de Chios
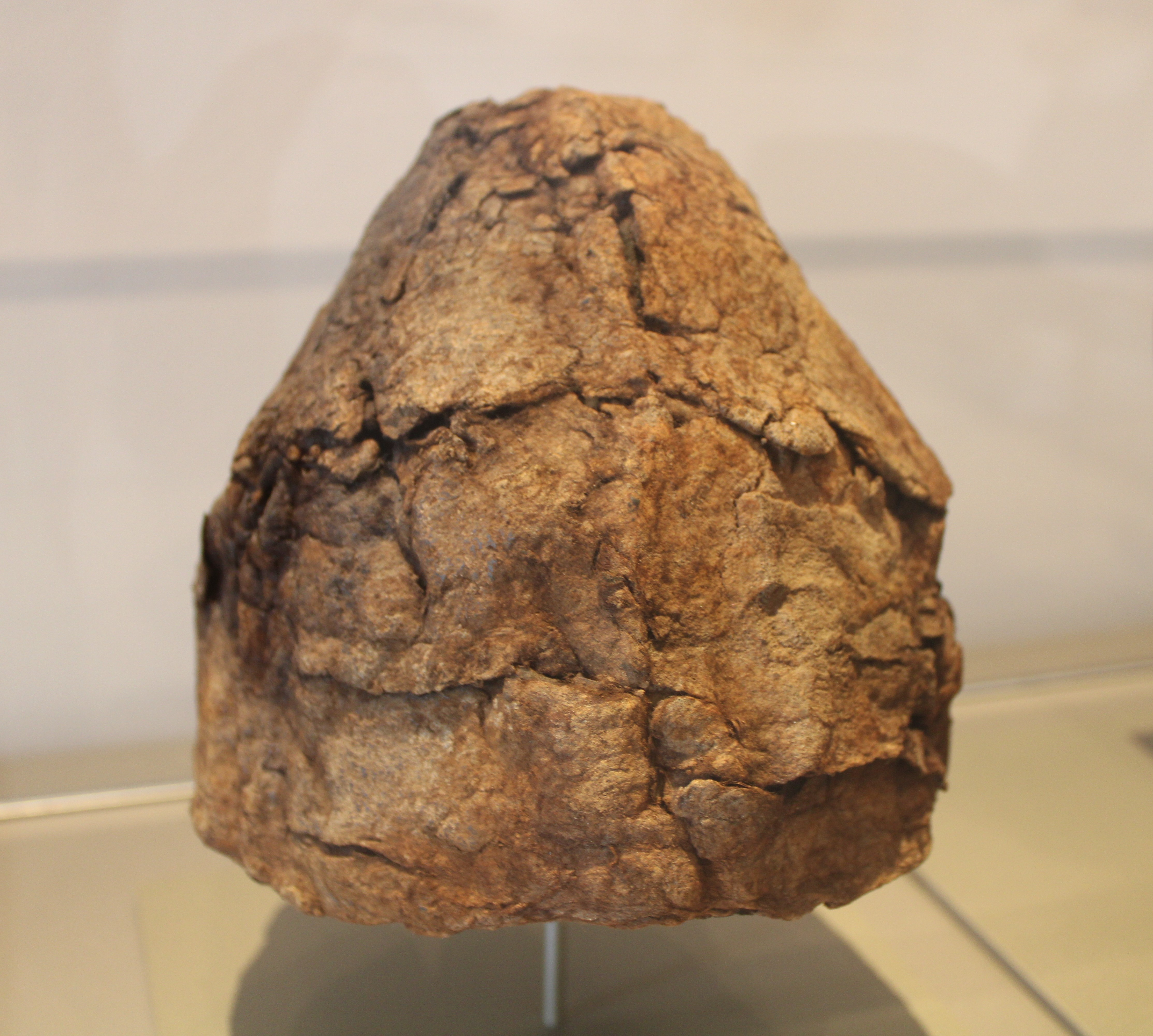
Bonnet de marin en feutre de laine

#### Narbonne et l'Antiquité tardive
Au sein d’un Empire romain en déclin à partir du IIIe s. ap. J.-C., Narbo Martius, comme toutes les cités des provinces gauloises, décline progressivement. La ville finit par être conquise par les Wisigoths en 462. Durant cette période, les bâtiments publics romains sont pour la plupart démolis. Parallèlement, plusieurs églises sont construites, la plupart à l’initiative de l’évêque-bâtisseur Rusticus, principal personnage et protecteur de la cité. La majorité des habitants de Narbonne se convertissent progressivement au christianisme : ce changement transparait au travers des inscriptions et les sarcophages qui portent désormais des formules chrétiennes ainsi que des scènes issues des Évangiles.

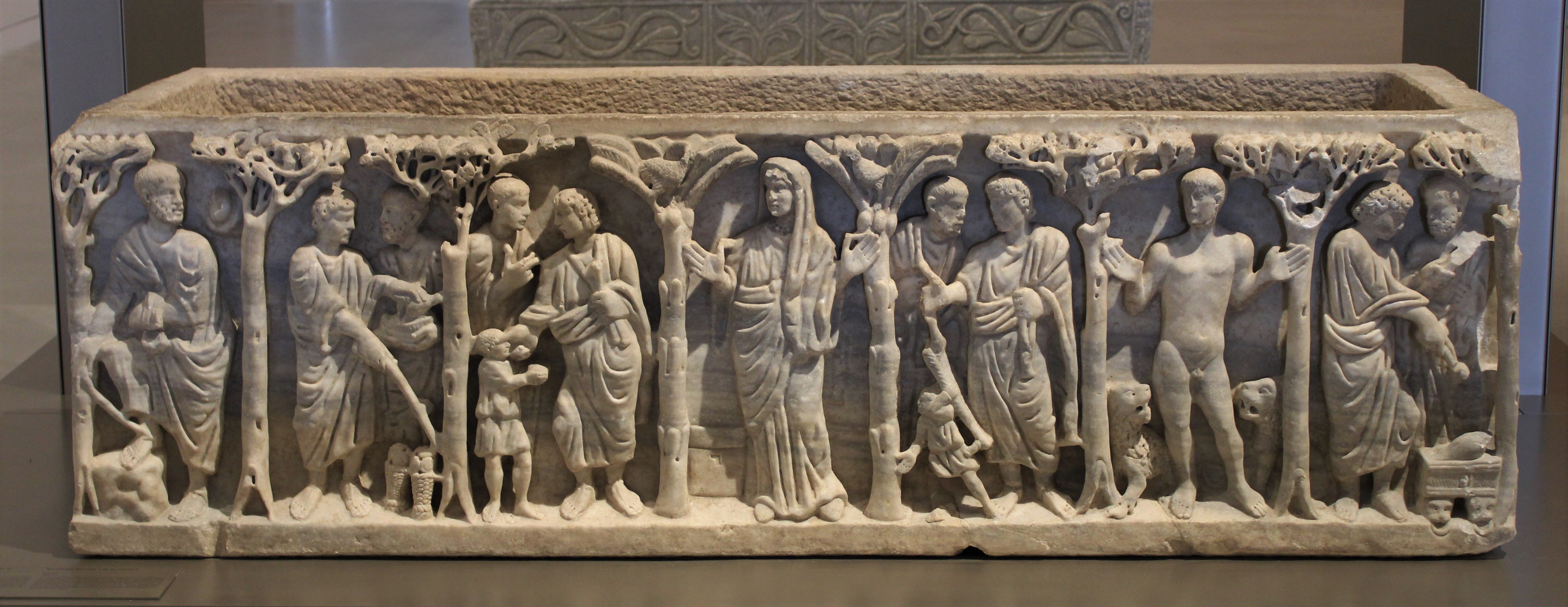
Sarcophage de l'Orante
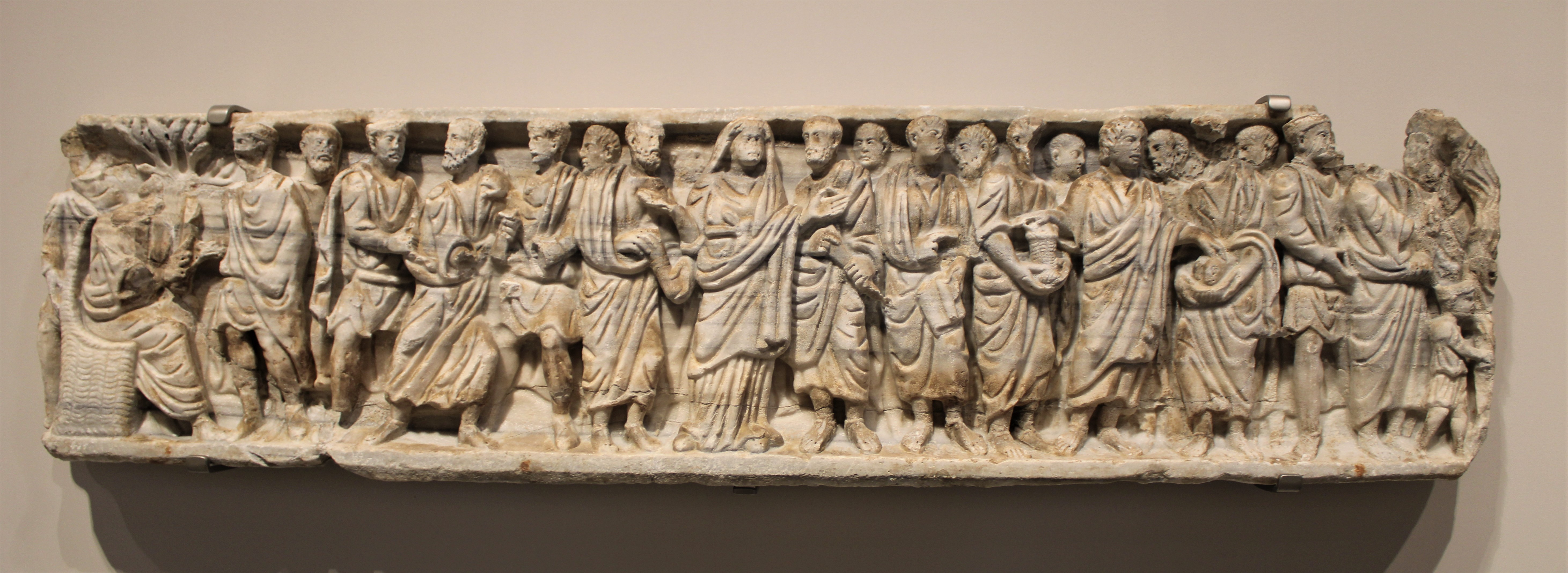
Fragment de sarcophage
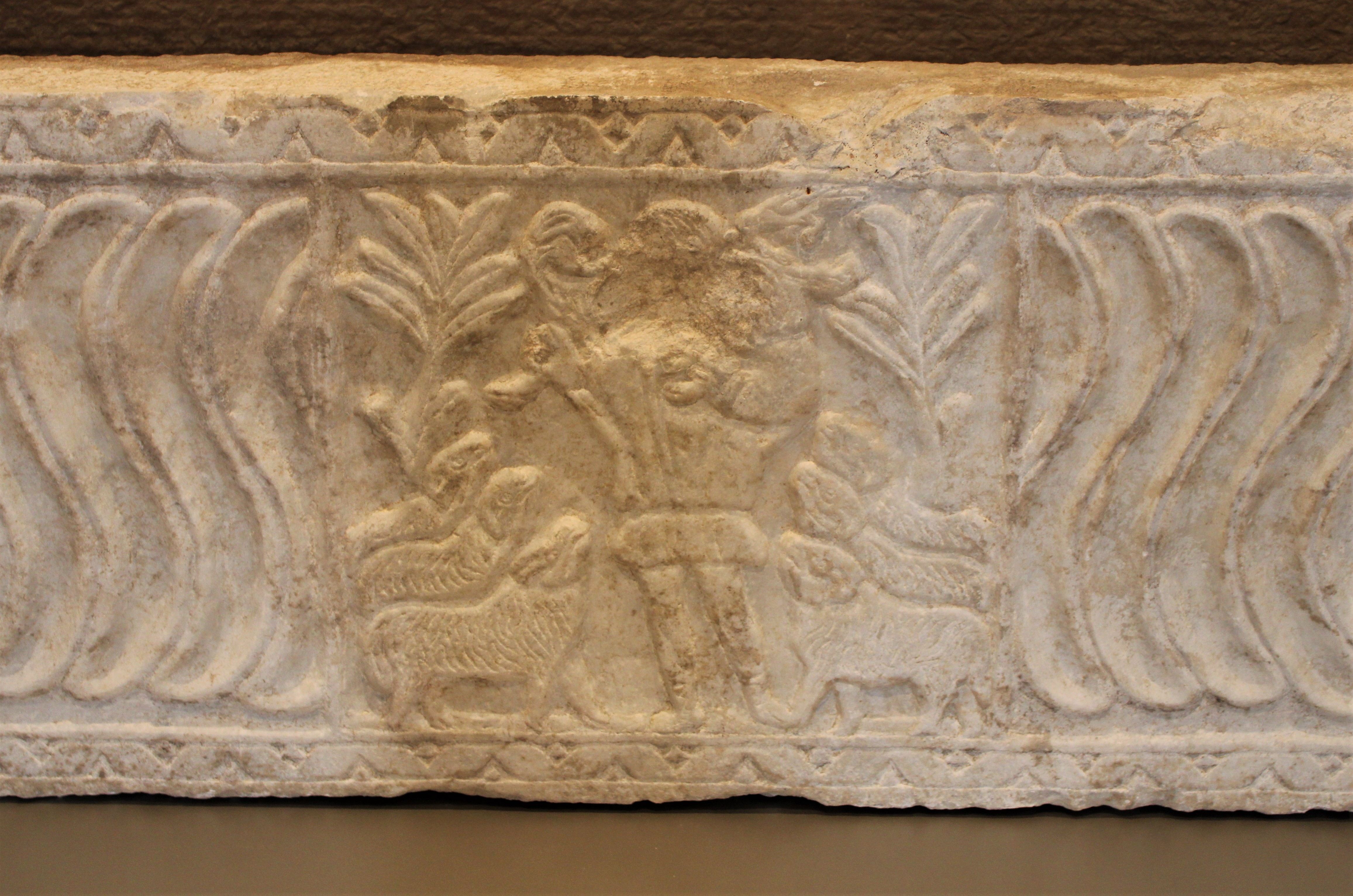
Sarcophage avec représentation du Bon pasteur

### Expositions temporaires
En dehors du parcours permanent, le musée propose régulièrement des expositions temporaires.
- « Veni, vidi … Bâti ! De la pierre au musée » (17 septembre au 31 décembre 2021) consacrée aux liens entre l’architecture romaine et l’architecture contemporaine, à l’image du musée-œuvre de Foster[3].
- « Narbo Martius, renaissance d’une capitale » (19 mai 2022 au 17 septembre 2023) consacrée aux restitutions archéologiques, à travers l'exemple de la ville antique de Narbonne.
- « Vestiges du futur » (24 mai 2023 au 25 février 2024), exposition d'art contemporain.
- « Au temps des Gallo-Romains : secrets de fabrication d’un livre jeunesse » (18 octobre 2023 au 07 janvier 2024).
- « Escale en Méditerranée romaine. Les ports antiques de Narbonne » (13 juin 2024 au 21 septembre 2025) consacrée à l'étude des ports antiques de Narbonne[4].
- « Via Domitia, Parcours photographique, Jean-Claude Martinez » (16 mai 2025 au 04 janvier 2026), exposition de photographies de Jean-Claude Martinez prises le long de la voie Domitienne[5].